# هل ستكون هناك؟ (فيلم)
هل ستكون هناك؟ (بالكورية: 당신, 거기 있어줄래요)‏ هو فيلم درامي خيالي كوري جنوبي أُنتج عام 2016، أخرجتهُ هونغ جي يونغ، وهو يرتكز في قصته على الرواية الفرنسية Seras-tu là؟، للكاتب غيوم ميسو، الفيلم من بطولة كيم يون سيوك، وتشاي سيو جين.

## الممثلون
- كيم يون سوك في دور سو هيون
- بيون يو هان في دور سو هيون (الشاب)
- تشاي سيو جين في دور يون آه (الشابة)

## الجوائز والترشيحات
| سنة  | جائزة                                     | فئة            | متلقي       | نتيجة | المرجع |
| ---- | ----------------------------------------- | -------------- | ----------- | ----- | ------ |
| 2017 | الدورة 37 لمهرجان السينما الذهبية         | جائزة الشعبية  | بيون يو هان | فوز   | [ 1 ]  |
| 2017 | حفل توزيع جوائز جراند بيل الرابع والخمسون | أفضل ممثل جديد | بيون يو هان | رُشِّح   | [ 2 ]  |

## روابط خارجية
- هل ستكون هناك؟ على موقع IMDb (الإنجليزية)
- هل ستكون هناك؟ على موقع قاعدة بيانات الفيلم (الإنجليزية)
- هل ستكون هناك؟ على موقع ليتربوكسد (الإنجليزية)
- هل ستكون هناك؟ على موقع كينوبويسك (الروسية)